# هددن (كامبريدجشير)
هددن (بالإنجليزية: Haddon, Cambridgeshire)‏ هي قرية وأبرشية مدنية تقع في المملكة المتحدة في إنجلترا.